# Altirhinus kurzanovi
Altirhinus kurzanovi ("hocico alto de Sergei Kurzanov") es la única especie conocida del género extinto Altirhinus de dinosaurio ornitópodo iguanodóntido, que vivió a mediados del período Cretácico, hace aproximadamente 110 millones de años, en el Albiense, en lo que hoy es Asia. Altirhinus se caracterizaba por poseer un arco nasal sobre el rostro. Originalmente fue considerado una especie de Iguanodon, siendo separado como nuevo género en 1998.

## Descripción

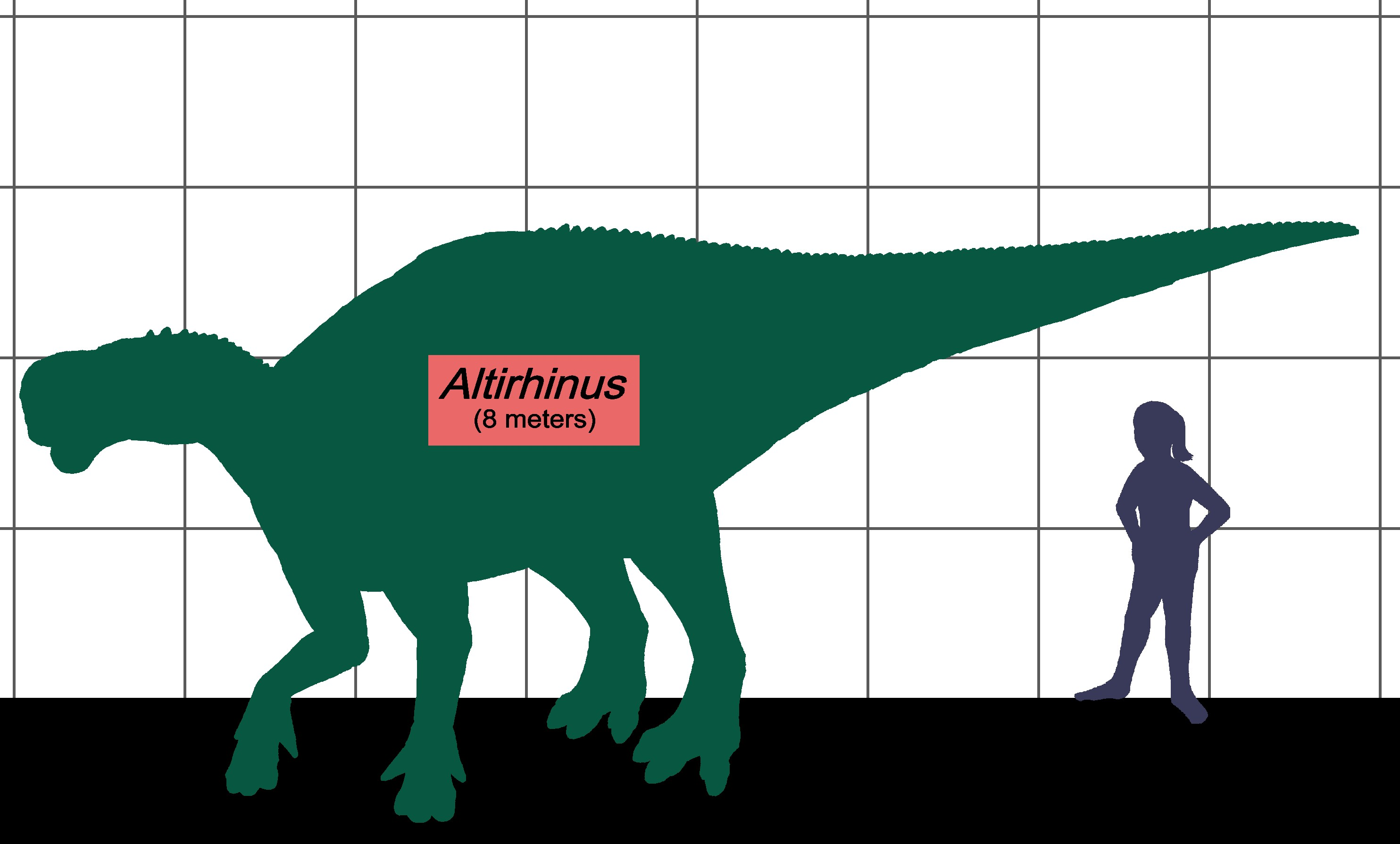
Tamaño comparativo de un Altirhinus con un humano.

A.kurzanovi fue un herbívoro que caminaba en posición cuadrúpeda y corría bípedo, alimentándose de la vegetación baja. El cuerpo entero probablemente se extendía con 8 metros desde el hocico hasta la punta de la cola. En 2010 Gregory S. Paul estimó el tamaño en 6,5 metros y un peso de 1100 kilogramos. El cráneo solo medía 760 mm de largo, con una amplia boca y un distintivo arco alto en el tope de su hocico, del cual deriva su nombre. La boca se ensancha hacia rostral con 26 dientes en el maxilar 24 en el predentario y una tercera de dientes del reemplazo, terminando en un pico córneo. Estos cambios pueden ser una respuesta a un alimento más resistente, o un desarrollo para aumentar y la eficacia en la recolección del alimento. Los miembros delanteros eran más cortos que los traseros con los dedos centrales que formaban un casco para soporta el peso.

### Arco nasal
El arco nasal característico de Altirhinus fue formado sobre todo por los huesos nasales, y una estructura similar se ve en el hocico del Muttaburrasaurus australiano. Muchas diversas funciones se han propuesto para el arco nasal. Pudo haber contenido tejidos para refrescar la sangre, para conservar el agua, o para aumentar el sentido del olor. Alternativamente, pudo haber facilitado la comunicación a través de la vocalización o de la representación visual. Como se han localizado solamente dos cráneos, es enteramente posible que el hocico arqueado se vea solamente en un género, en este caso pudo haber sido utilizado para la exhibición sexual, como en los elefantes marinos de hoy en día.

## Descubrimiento e investigación

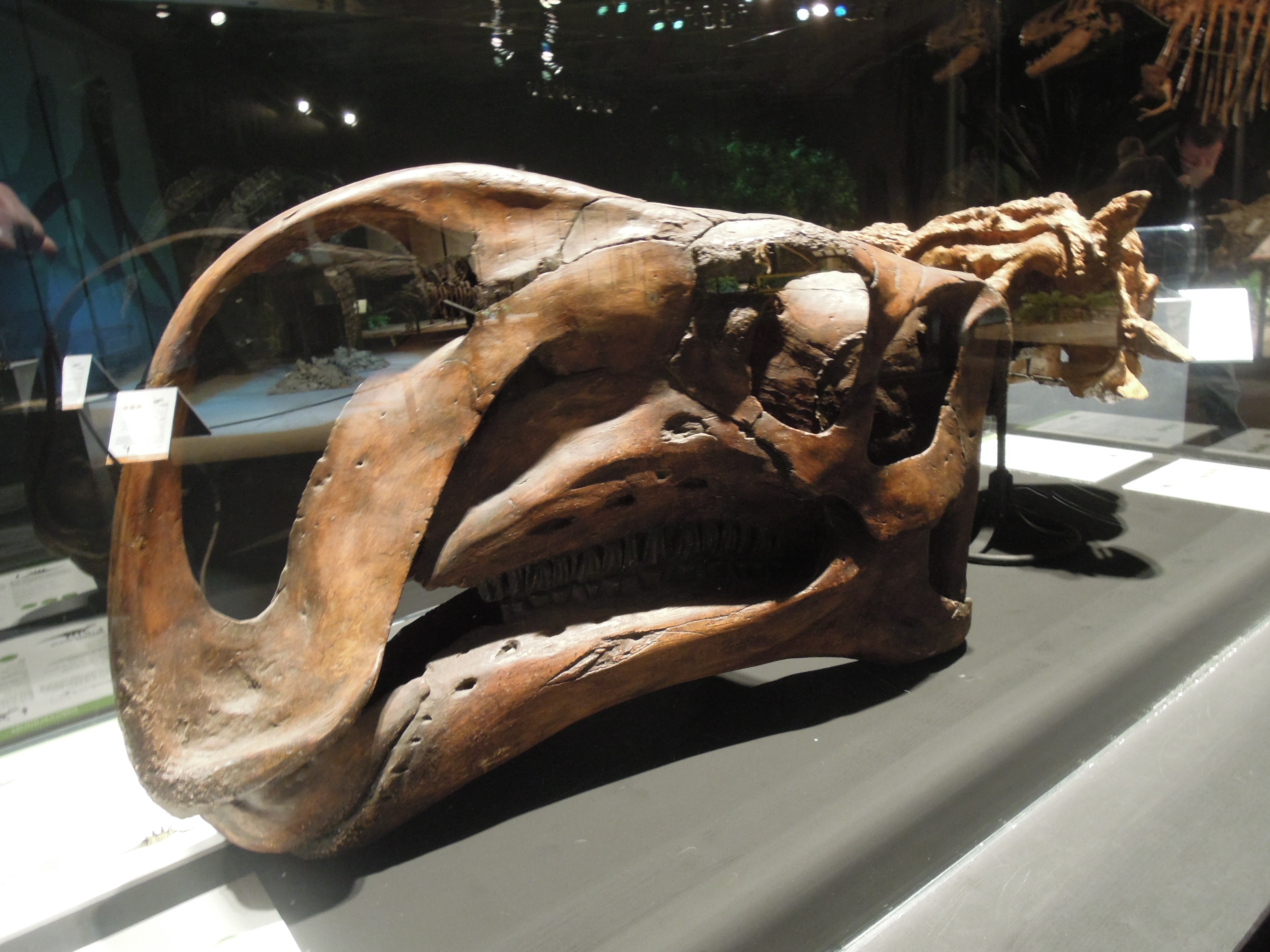
Altirhinus kurzanovi, exposición Dinosaurium, Praga, República Checa.

Todos los especímenes conocidos de Altirhinus fueron recogidos en 1981 por un expedición conjunta mongola-soviética a la Formación Khukhtek en la provincia de Dornogovi de Mongolia. Esta formación se formó durante el Aptiense y el Albiense del Cretácico inferior, hace aproximadamente 125 a 100 millones de años. Psittacosaurus y el primitivo anquilosáurido Shamosaurus han sido encontrados en esas rocas.
Se conocen fósiles de especímenes de distintas edades. El holotipo es un cráneo que posee el lado izquierdo bien preservado, y algún material postcraneal que consiste de piezas de la mano, pies, hombro y cintura pélvica. Otro cráneo, pero preservado ha sido recuperado, en asociación con costillas, vértebras y una pata trasera completa. Un tercer espécimen se conoce por los miembros completos y una asociación de 34 vértebras de la cola, pertenecientes a un individuo pequeño. Hay también dos esqueletos fragmentarios presumiblemente de ejemplares juveniles, que todavía no se han estudiado en detalle.
Los especímenes de esta especie fueron originalmente referidos a Iguanodon orientalis, que fuera descrito en 1952. Sin embargo, I. orientalis ha sido basado en material muy pobre, no diagnóstico, y virtualmente indistinguible del europeo I. bernissartensis. Ninguna de las particularidades exclusivas de I. orientalis fueron compartidas con los especímenes de 1981, que eran claramente distinguibles de Iguanodon, por lo que un nuevo nombre fue requerido, este le fue dado en 1998 por David B. Norman cuando lo llamó Altirhinus kurzanovi.
El nuevo nombre fue creado a partir de la palabra latina, altus ("alto") y la palabra griega, rhinos ("nariz" u "hocico"). Hay solo una especie conocida, A. kurzanovi, la cual honra a Sergei Kurzanov, el paleontólogo ruso quien originalmente encontró los especímenes en 1981.

## Clasificación
Altirhinus es definitivamente un iguanodóntido, apenas basal a Hadrosauridae, pero hay poco acuerdo en el arreglo de los géneros y especie en esta área del árbol de familia de los ornitópodos.
En la descripción original, fue incluido con Iguanodon y Ouranosaurus en una familia Iguanodontidae. Todos los análisis más recientes encuentran a Altirhinus más derivado que cualquiera de esos dos géneros, pero menos que Protohadros, Probactrosaurus, y los hadrosáuridos. Dos de los estudios anteriores también colocan Eolambia entre Altirhinus y los hadrosáuridos, mientras que el análisis de Norman encuentra que los dos géneros comparten a clado. Mientras que un estudio coloca a Fukuisaurus como apenas basal a Altirhinus según el único análisis en el cual se ha incluido.

## Paleobiología

### Locomoción
Sus miembros delanteros eran aproximadamente de la mitad de la longitud de sus miembros traseros, Altirhinus aparece haber sido sobre todo bípedo. Sin embargo, sus carpianos (huesos de la muñeca) eran gruesos y cúbicos, y los tres dedos medios de su mano eran anchos, hiperextendibles, y terminado en huesos similares a cascos. Esto indica que los miembros delanteros eran también capaces de soportar el peso. Como muchos ornitópodos, Altirhinus pudo haber pasado una cantidad significativa de tiempo en una posición cuadrúpeda, quizás mientras se alimentaba. 

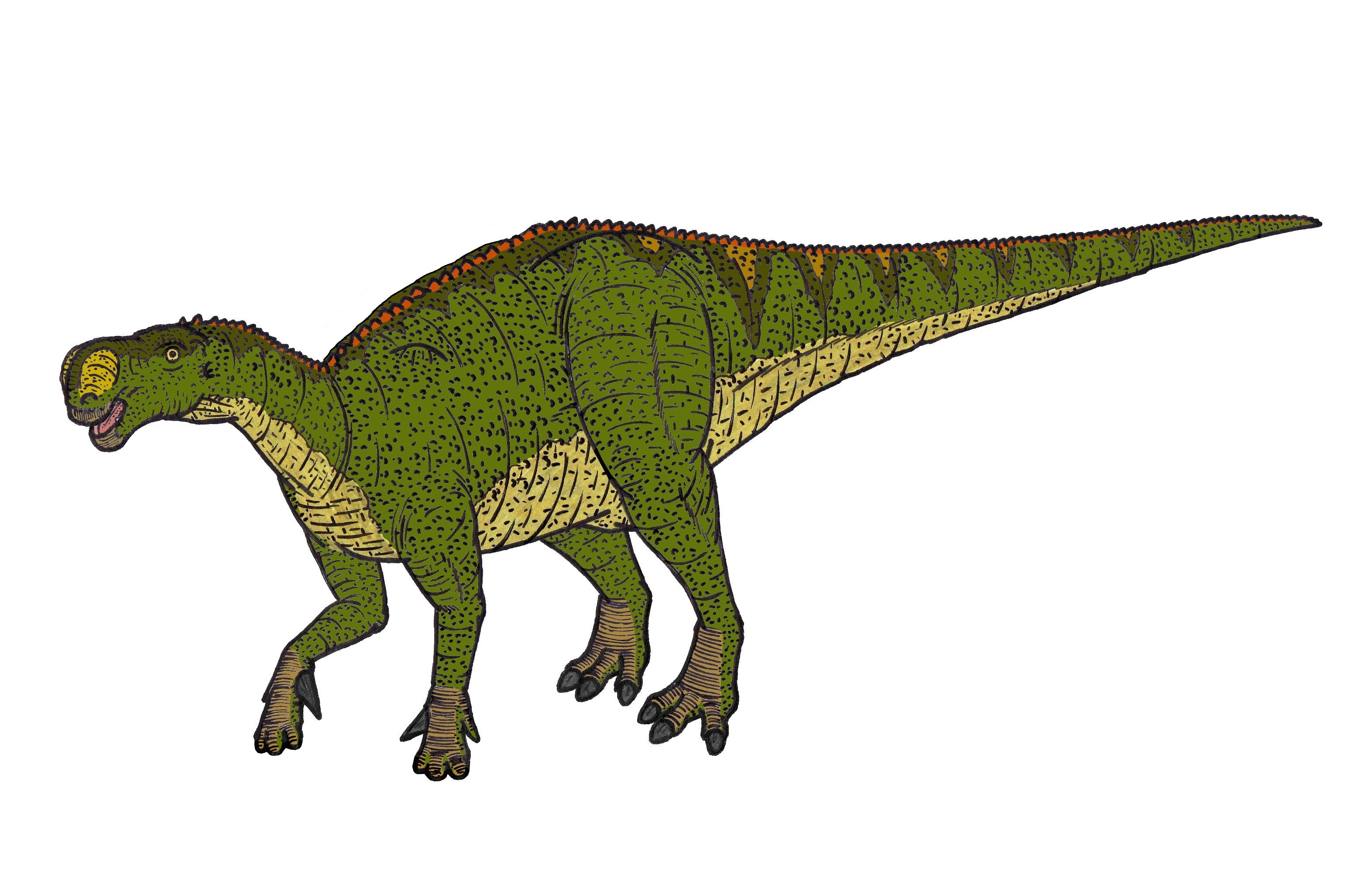
Recreación

### Alimentación
Mientras que los tres dígitos medios de cada mano (dígitos II, III, & IV) tenían forma de casco y probablemente soportaban gran peso, los dedos exteriores (los dígitos I; V) fue modificada en maneras diferentes. El primer dígito era una punta agudo simple, según lo visto en Iguanodon. Aparte de defensa, la púa pulgar se habría podido también utilizar posiblemente para romper las cáscaras de semillas o fruta. El quinto dígito era algo oponible al resto de la mano y pudo haber sido útil para agarrar el alimento. 
Hay una diastema o espacio grande entre el pico queratinoso en el frente de la boca y la batería de dientes el lado de la boca, que permitiría que las dos secciones trabajaran independientemente, así que Altirhinus podría cosechar con su pico mientras que simultáneamente masticaba con sus dientes. Muchos mamíferos herbívoros demuestran una adaptación similar y pueden cosechar con sus incisivos sin disturbar sus muelas de masticación.
Altirhinus era uno de los iguanodóntidos más avanzados con hocicos amplios hacia fuera en el extremo. Este es posiblemente un ejemplo de evolución convergente con los hadrosáuridos, famosos por sus anchos hocicos "pico de pato". Estas adaptaciones también son comparables con las de muchos mamíferos herbívoros vivos de diversos linajes. Las vacas modernas, los caballos, y el rinoceronte blanco todo exhiben bocas anchas y todos son animales de pastoreo. La vegetación crece muy a menudo a nivel del suelo, y si las bocas ampliadas de Altirhinus y de otras especies relacionadas eran una adaptación al pastoreo, este puede también explicar las adaptaciones correspondientes a los grandes brazos para soportar el peso en iguanodóntidos derivados, para ubicar la cabeza lo más cercano a la tierra.